# Back to the Start
"Back to the Start" é uma canção da cantora e compositora britânica Lily Allen, usada como single promocional do segundo álbum de estúdio de Allen, It's Not Me, It's You (2009).
A canção foi reproduzida em contagem regressiva de rádios noturnos na Austrália e alcançou a posição #21 no Australian Airplay Chart. Não há videoclipe para a canção.
Lily Allen foi escolhida entre alguns artistas da Parlophone para ter uma gravação exclusiva lançada para a Record Story Day de 2010. A canção escolhida foi "Back to the Start", com "Kabul Shit" como o lado B. Foi lançado apenas em vinil, limitada a apenas 1.000 cópias e só estava disponível em lojas de música independente selecionadas em todo o Reino Unido em 17 de Abril de 2010.

## Antecedentes
A música é sobre o relacionamento de Lily com sua irmã mais velha, Sarah Owen. Na letra, Lily descreve sua espera para Owen perdoá-la, pedindo que elas "voltem ao começo". Lily explicou ao The Sun em 30 de Janeiro de 2009: "Sarah e eu não nos encontramos por um longo, longo tempo. Ela chorou quando ouviu aquela música e estamos muito perto agora. Ela acha complicado com eu sendo o centro das atenções, pensei que ela nunca, nunca queria chegar perto de um palco ou realizar uma performance. Ela não está com ciúmes de mim ou qualquer coisa assim. Não. Nem um pouco. A única coisa é que ela tem inveja são das minhas roupas."

## Alinhamento das faixas
- Vinil da edição limitada:

1. A. "Back to the Start" -- 4:14
2. B. "Kabul Shit" -- 3:45

## Desempenho nas tabelas musicais
| Tabela (2010)                        | Posição |
| ------------------------------------ | ------- |
| Austrália - Australian Airplay Chart | 21      |